# NGC 3066
NGC 3066 (другие обозначения — UGC 5379, IRAS09578+7222, MCG 12-10-15, KUG 0957+723, MK 133, Z 0957.9+7222, ZWG 333.11, PGC 29059) — пекулярная спиральная галактика с перемычкой в созвездии Большой Медведицы. Открыта Уильямом Гершелем в 1802 году.
Этот объект входит в число перечисленных в оригинальной редакции «Нового общего каталога». В первоначальной версии «Нового общего каталога» объекты NGC 3063, 3065 и 3066 хотя и были расставлены в порядке увеличения прямого восхождения, но были перепутаны и сопоставлены не в том порядке с объектами, которые открыл Гершель.
Галактика классифицируется по морфологии в системе Вокулёра как (R')SAB(s)bc pec. Это означает, что она является пекулярной (pec) спиральной (S) галактикой со слабо выраженной перемычкой (AB) и относительно туго закрученными спиральными рукавами (bc), в ней отсутствует внутреннее кольцо (s), но наблюдается внешнее псевдокольцо (R').
Галактика обращена диском к наблюдателю. На фотографии DSS видны два спиральных рукава, которые несколько асимметричны по структуре, и маленькое, круглое, яркое ядро. Слабая двойная звезда поля на расстоянии 2,25′ к запад-юго-западу была принята У. Гершелем за туманность и позже вошла в «Новый общий каталог» под идентификатором NGC 3063. К северо-северо-западу от NGC 3066 видна галактика-компаньон NGC 3065. Визуально при наблюдении в любительский телескоп NGC 3066 кажется немного больше своего спутника, но близка по яркости и хорошо очерчена, с равномерной поверхностной яркостью по всему диску, который вытянут с востока на запад. Радиальная скорость: 2167 км/с. Расстояние: 97 млн световых лет. Диаметр: 31 тыс. световых лет.